# Patricia Dupuy
Pour les articles homonymes, voir Dupuy.
Patricia Dupuy est une journaliste, lexicographe et écrivaine régionaliste française, née Devichi en 1951 à Marseille.

## Biographie
Patricia Dupuy a été chercheuse en virologie.
Elle est la cofondatrice et la présidente du Centre international de l'écrit en langue d'oc (CIEL d'Oc). Rédactrice du mensuel en langue provençale Prouvènço aro, elle est également responsable des éditions du même nom.
Maîtresse d'œuvre du Félibrige (1999), elle a reçu en 2022 le prix Constantin-Casteropoulos décerné par l'Académie des sciences lettres et arts de Marseille pour son dictionnaire provençal-français, Di Pescaire, de la pesco et di pèis d’eici, Edicioun dóu C.I.E.L. d’Oc, 2021. Pour ce même ouvrage, elle a reçu en 2023 une médaille de l'Académie des Jeux floraux de Toulouse.
Elle a collaboré à diverses revues : Lou Sourgentin, Semaine-Provence, Lou Boufo-Lesco de Sarrians, Armana di Felibre, Armana di bon Prouvençau, La France latine, Le Rouget bleu, MicRomania, En ribo de Durènço, Levens d'aièr e de deman, Lo Convise, Armana de Mesclum.

## Publications
- D'aucèu, d'eici e d'eila, dictionnaire provençal-français, Edicioun dóu C.I.E.L. d’Oc, 2025.
- Di Pescaire, de la pesco et di pèis d’eici, dictionnaire provençal-français, Edicioun dóu C.I.E.L. d’Oc, 2021.
- Clovis Hugues (1851-1907). Fils de Ménerbes. Enfant terrible de Marseille, Comité du Vieux Marseille, n° 66, 2e trimestre 1995,  (ISSN 0982-5118).
- Notice sur Thyde Monnier dans Marseillaises, 26 siècles d’histoire, Edisud, 1999,  (ISBN 2-74490-079-6).
- Din li piado d'un pacan, Batisto Bonnet, (en coll. avec Bernard Giély) , Edicioun Prouvènço d’aro, 2001,  (ISBN 2-911643-09-7).
- Le parler provençal, Éditions de Borée, 2012,  (ISBN 978-2-8129-0385-4).
- Clovis Hugues, Edicioun Prouvenço d'aro, Marseille, 2013,  (ISBN 2-911643-36-4).

## Traductions en provençal
- La noyée aux bas de laine bleue de Nicole Ciravegna.
- Des yeux de lynx de Nicole Ciravegna.
- L'Étoile de Moustiers de Nicole Ciravegna.
- L’âme des santons, quand l’argile se fait parole de Jacques Bonnadier & Louise Amphoux, Ed. Onésime, 2000,  (ISBN 2-862760-58-7).

## Éditions virtuelles, en provençal
- Discours de Santo Estello, 1876 à 1915[7], (Ed. CIEL d'Oc, 2009).
- Discours de Frederi Mistral, 1868 à 1913[8], (Ed. CIEL d'Oc, 2009).
- Clovis Hugues, obro prouvençalo[9] (Ed. CIEL d'Oc, 1996).